# Sinh vật nhân sơ
| Tế bào nhân sơ |
| |
| Cấu tạo tế bào nhân sơ điển hình: 1. Lông nhung 2. Plasmid 3. Ribosome 4. Bào tương 5. Màng sinh chất 6. Thành tế bào 7. Vỏ nhầy 8. Vùng nhân 9. Tiên mao |

Sinh vật nhân sơ hay sinh vật tiền nhân hoặc sinh vật nhân nguyên thủy (Prokaryote) là nhóm những sinh vật mà tế bào không có màng nhân gồm cổ khuẩn và vi khuẩn. Tuy nhiên, trong tế bào của một số loài Planctomycetales, DNA được bao bọc bởi một màng đơn. Đặc điểm chính để phân biệt với các sinh vật nhân chuẩn được các nhà sinh học phân tử thường sử dụng là trình tự gen mã hóa cho rRNA.
Sinh vật nhân sơ không có các bào quan và cấu trúc nội bào điển hình của tế bào eukaryote. Hầu hết các chức năng của các bào quan như ty thể, lục lạp, bộ máy Golgi được tiến hành trên màng sinh chất. Sinh vật nhân sơ có 3 vùng cấu trúc chính là:
1. Tiên mao (flagella), tiêm mao (cilia), lông nhung (pili) - là các protein bám trên bề mặt tế bào;
2. Vỏ tế bào bao gồm vỏ nhầy, thành tế bào và màng sinh chất;
3. Vùng tế bào chất có chứa DNA genome, các ribosome và các thể vẩn (inclusion body).

## Các đặc trưng
- Tế bào chất của sinh vật nhân sơ là phần dịch lỏng chiếm hầu hết thể tích tế bào, khuếch tán vật chất và chứa các hạt ribosome nằm tự do trong tế bào.
- Màng sinh chất là lớp phospholipid kép phân tách phần tế bào chất với môi trường xung quanh. Màng sinh học này có tính bán thấm, hay còn gọi là thấm có chọn lọc.
- Màng sinh chất có một phần gấp nếp được gọi là mezosome, là điểm đính của DNA vùng nhân khi xảy ra phân bào, mezosome có mang enzym hô hấp nên có chức năng hô hấp thiếu khí.
- Hầu hết các sinh vật nhân sơ đều có thành tế bào (trừ Mycoplasma, Thermoplasma (cổ khuẩn), và Planctomycetales. Chúng được cấu tạo từ peptidoglycan và hoạt động như một rào cản phụ để chọn lọc những chất vào ra tế bào. Thành tế bào cũng giúp vi khuẩn giữ nguyên hình dạng và không bị tác động của áp suất thẩm thấu trong môi trường nhược trương.
- Vỏ nhầy là rào cản phụ giúp bảo vệ tế bào, chọn lọc các chất ra vào tế bào.
- Trừ một số rất ít loài (như vi khuẩn Borrelia burgdorferi gây bệnh Lyme), thì nhiễm sắc thể của sinh vật nhân sơ thường là một phân tử DNA vòng nằm ở vùng nhân, gọi là DNA - nhiễm sắc thể hay tên đầy đủ là nhiễm sắc thể nhân sơ. Mặc dù không phải có màng nhân hoàn chỉnh, nhưng DNA được cô đặc tạo thành thể nhân. Tế bào sinh vật nhân sơ còn chứa những cấu trúc DNA ngoài nhiễm sắc thể gọi là plasmid, nó cũng có dạng vòng nhưng nhỏ hơn DNA nhiễm sắc thể. Trên các plasmid thường chứa các gene có chức năng bổ sung, ví dụ gene kháng thuốc.
- Sinh vật nhân sơ mang các tiên mao giúp tế bào di chuyển chủ động trong môi trường.
- Kích thước nhỏ, từ 1 đến 5 µm, bằng khoảng 1/10 kích thước của một tế bào nhân thực.
- Tỉ lệ diện tích bề mặt/thể tích lớn → 100% diện tích tế bào tiếp xúc môi trường → trao đổi chất với môi trường nhanh chóng → sinh sản, sinh trưởng nhanh → phân bố rộng trong các loại môi trường.

## Phân loại
Theo tiến hóa, vi khuẩn là những sinh vật thuộc giới Khởi sinh được chia thành hai loại:
- Vi khuẩn
- Cổ khuẩn

Tùy theo cấu trúc và thành phần hóa học của thành peptidoglycan, vi khuẩn được chia làm hai loại:
- Vi khuẩn Gram dương
- Vi khuẩn Gram âm

## Hình ảnh